# DRAMA COMPLEX
『DRAMA COMPLEX』（ドラマコンプレックス）、通称「ドラコン」は、2005年11月1日から2006年10月17日まで日本テレビ系列（テレビ大分・テレビ宮崎を除く）で放送されていた日本の長時間ドラマ番組。基本放送時間帯は毎週火曜21:00 - 22:54 (JST) で、作品によっては拡大放送もあった。

## 概要
「火曜サスペンス劇場」の後番組であるが、本番組ではサスペンス主体だった前番組よりも扱うジャンルの範囲を広げ、コメディ・ラブストーリー・時代劇・ノンフィクションなども放送されるようになった。
引き続き、視覚障害者のための副音声での場面解説放送が行われており、作品によってはステレオ放送も行われていた。また北海道の札幌テレビでは、他の地域では2007年からスタートされた地上デジタル放送の副音声解説放送が、本番組が放映されていた時点でステレオ2音声での放送となっていた。
初回の放送は松嶋菜々子主演の「火垂るの墓」の3時間放送で、20%を超える高視聴率でスタートを切った。しかし、初回以降の作品の視聴率はほぼ10%前後で推移。上位10位以内にはほとんど入ることはなくなった。
2006年4月から日本テレビでは毎週日曜12:55 - 14:55の枠で「ドラコン☆サンデー」として、過去の作品の再放送を行い枠の認知度向上に努めたが、目立った効果が現れぬまま2006年10月17日をもって放送を終了、後番組である『火曜ドラマゴールド』にバトンタッチすることとなった。なお、後期になってからは新聞のテレビ欄では「DRAMA COMPLEX」の名称が記載されず、単に「ドラマ「（その週の作品名）」」と記載されるようになっていた。

## 作品リスト

### 2005年
| 回数 | 放送日   | タイトル                  | 話数                      | 主演       | 原作       | 脚本                     | 監督                                              | 制作                       | 視聴率 |
| ---- | -------- | ------------------------- | ------------------------- | ---------- | ---------- | ------------------------ | ------------------------------------------------- | -------------------------- | ------ |
| 1    | 11月1日  | 火垂るの墓                | 火垂るの墓                | 松嶋菜々子 | 野坂昭如   | 井上由美子               | 佐藤東弥                                          | -                          | 21.2%  |
| 2    | 11月8日  | 理由 日テレヴァージョン   | 理由 日テレヴァージョン   | -          | 宮部みゆき | 大林宣彦 石森史郎        | 大林宣彦                                          | WOWOW                      | 6.9%   |
| 3    | 11月15日 | いぬのえいが 特別版       | いぬのえいが 特別版       | 中村獅童   | -          | 山田慶太 佐藤信介 永井聡 | 黒田秀樹 佐藤信介 永井聡 祢津哲久 犬童一心 真田敦 | 「いぬのえいが」製作委員会 | 6.1%   |
| 4    | 11月22日 | ふたつの祖国 東京・ソウル | ふたつの祖国 東京・ソウル | 椎名桔平   | 鎌田敏夫   | 鎌田敏夫                 | 猪崎宣昭                                          | ユニオン映画               | 9.9%   |
| 5    | 11月29日 | 警視庁特殊部隊512         | 警視庁特殊部隊512         | 財前直見   | -          | 後藤法子                 | 森雅弘                                            | 角川映画                   | 11.9%  |
| 6    | 12月6日  | ブラックウィドー          | ブラックウィドー          | 片平なぎさ | 小杉健治   | 橋本綾                   | 吉本潤                                            | 東映                       | 11.0%  |
| 7    | 12月13日 | 下町・銭湯騒動記          | 5                         | 泉ピン子   | -          | 坂上かつえ               | 吉川一義                                          | 近代映画協会               | 12.3%  |
| 8    | 12月20日 | どうぞ安らかに            | 4                         | 伊東四朗   | -          | 水谷龍二                 | 梶間俊一                                          | JAPAN VISTEC               | 8.3%   |
| 9    | 12月27日 | 河井継之助 駆け抜けた蒼龍 | 河井継之助 駆け抜けた蒼龍 | 中村勘三郎 | -          | 金子成人                 | 松原信吾                                          | 松竹                       | 11.2%  |

### 2006年
| 回数 | 放送日   | タイトル                                                    | 話数                                                        | 主演                       | 原作                       | 脚本                       | 監督       | 制作                              | 視聴率 |
| ---- | -------- | ----------------------------------------------------------- | ----------------------------------------------------------- | -------------------------- | -------------------------- | -------------------------- | ---------- | --------------------------------- | ------ |
| 10   | 1月10日  | 伝説の秋田犬 ハチ                                           | 伝説の秋田犬 ハチ                                           | 泉ピン子                   | 新藤兼人                   | 新藤兼人                   | 吉川一義   | 近代映画協会                      | 12.2%  |
| 11   | 1月17日  | らんぼう                                                    | 1                                                           | 坂口憲二                   | 大沢在昌                   | 丸山昇一                   | 一倉治雄   | セントラル・アーツ                | 9.3%   |
| 12   | 1月24日  | 女王シリーズ ミステリーの女王 山村美紗物語                  | 1                                                           | 浅野ゆう子                 | -                          | 佐伯俊道 井上登紀子        | 長沼誠     |                                   | 11.1%  |
| 13   | 1月31日  | 戦国自衛隊・関ヶ原の戦い                                    | 前編                                                        | 反町隆史                   | 半村良                     | 石原武龍                   | 猪崎宣昭   | -                                 | 15.7%  |
| 14   | 2月7日   | 戦国自衛隊・関ヶ原の戦い                                    | 後編                                                        | 反町隆史                   | 半村良                     | 石原武龍                   | 斎藤光正   | -                                 | 12.4%  |
| 15   | 2月14日  | 時代屋の女房                                                | 時代屋の女房                                                | 渡瀬恒彦                   | 村松友視                   | 寺田敏雄                   | 雨宮望     | -                                 | 8.8%   |
| 16   | 2月21日  | 松本清張スペシャル・指                                      | 松本清張スペシャル・指                                      | 後藤真希                   | 松本清張                   | 荒井晴彦 黒沢久子          | 佐々木章光 | 松竹                              | 9.5%   |
| 17   | 3月7日   | 産婦人科医・南雲綾子                                        | 5                                                           | 十朱幸代                   | -                          | 大石哲也                   | 柿沼竹生   | NTV映像センター                   | 9.2%   |
| 18   | 3月14日  | 妻の秘密・夫の不貞・姑の見栄                                | 妻の秘密・夫の不貞・姑の見栄                                | 浅野温子                   | -                          | 洞澤美恵子                 | 吉本潤     | 日本テレビエンタープライズ        | 9.5%   |
| 19   | 3月28日  | 都立水商!                                                   | 都立水商!                                                   | 藤井隆                     | 室積光                     | 小原信治                   | 三木康一郎 | オフィスクレッシェンド アズバーズ | 8.7%   |
| 20   | 4月4日   | たくさんの愛をありがとう                                    | たくさんの愛をありがとう                                    | 桃井かおり                 | 先間敏子                   | 矢島正雄                   | 雨宮望     | -                                 | 11.3%  |
| 21   | 4月11日  | ミス・マープルシリーズ                                      | 1                                                           | 岸惠子                     | アガサ・クリスティ         | ジェームス三木             | 猪股隆一   | 日本テレビエンタープライズ        | 12.5%  |
| 22   | 4月18日  | プリズン・ガール                                            | プリズン・ガール                                            | 安倍なつみ ユンソナ        | 有村朋美                   | 石田昌浩                   | 若林愛美   | 安寿                              | 9.5%   |
| 23   | 4月25日  | 女王シリーズ ダイエットの女王 鈴木その子                    | 2                                                           | 加賀まりこ                 | -                          | 佐伯俊道 井上登紀子        | 長沼誠     |                                   | 10.6%  |
| 24   | 5月2日   | 娘の結婚「晩春」より                                        | 娘の結婚「晩春」より                                        | 長塚京三 鈴木京香          | 広津和郎                   | 久里子亭                   | 市川崑     | WOWOW                             | 10.5%  |
| 25   | 5月9日   | 松本清張スペシャル・共犯者                                  | 松本清張スペシャル・共犯者                                  | 賀来千香子                 | 松本清張                   | 西荻弓絵 大河明日香        | 上川伸廣   | TMC                               | 11.0%  |
| 26   | 5月23日  | 塀の中の懲りない女たち                                      | 1                                                           | 菊川怜                     | -                          | 渡辺雄介                   | 和泉聖治   | 東映                              | 13.8%  |
| 27   | 5月30日  | 贅沢なお産                                                  | 贅沢なお産                                                  | 水野真紀                   | 桜沢エリカ                 | 寺田敏雄                   | 井坂聡     | トレンド                          | 10.7%  |
| 28   | 6月6日   | 保育士探偵危機100発!                                        | 保育士探偵危機100発!                                        | 高橋克典                   | 柴田よしき                 | 福田雄一 山口あさみ        | 伊藤寿浩   |                                   | 9.5%   |
| 29   | 6月13日  | だます女だまされる女                                        | 9                                                           | 余貴美子                   | -                          | 宇山圭子                   | 黒沢直輔   | G・カンパニー                     | 11.0%  |
| 30   | 6月20日  | 銭華                                                        | 1                                                           | 国仲涼子                   | 倉科遼 和気一作            | 林誠人                     | 麻生学     | 東宝                              | 15.3%  |
| 31   | 6月27日  | ウィルスパニック2006夏〜街は感染した〜                      | ウィルスパニック2006夏〜街は感染した〜                      | りょう                     | 篠田節子                   | 宇山圭子                   | 下村優     | アミティエ                        | 10.1%  |
| 32   | 7月4日   | 薔薇の微笑 愛すれど心哀しく                                 | 薔薇の微笑 愛すれど心哀しく                                 | 浅野温子                   | 夏樹静子                   | 坂上かつえ                 | 淡野健     | テレパック                        | 7.0%   |
| 33   | 7月11日  | 59番目のプロポーズ                                          | 59番目のプロポーズ                                          | 藤原紀香                   | アルテイシア               | 伊勢尚子                   | 片岡K      | -                                 | 8.9%   |
| 34   | 7月18日  | うさぎと亀                                                  | 3                                                           | 市原悦子                   | -                          | 石原武龍                   | 雨宮望     | アズバーズ                        | 10.9%  |
| 35   | 7月25日  | 恋人たちの記憶                                              | 恋人たちの記憶                                              | 中越典子                   | 夏樹静子                   | 渡辺雄介                   | 落合正幸   |                                   | 8.4%   |
| 36   | 8月1日   | 芸能界風雲録 一寸先は闇                                     | 芸能界風雲録 一寸先は闇                                     | 泉ピン子                   | -                          | 成田はじめ                 | 吉川一義   | 近代映画協会                      | 7.9%   |
| 37   | 8月8日   | コシノ家の闘う女たち                                        | コシノ家の闘う女たち                                        | 三田佳子                   | 元生茂樹                   | 伴一彦 阿相クミコ          | 片岡K      |                                   | 8.2%   |
| 38   | 8月15日  | 二千人の孤児の母 澤田美喜物語                               | 二千人の孤児の母 澤田美喜物語                               | 松坂慶子                   | -                          | 井沢満                     | 吉本潤     | 東宝                              | 9.7%   |
| 39   | 8月22日  | ひめゆり隊と同じ戦火を生きた少女の記録 最後のナイチンゲール | ひめゆり隊と同じ戦火を生きた少女の記録 最後のナイチンゲール | 長谷川京子                 | -                          | 武田樹里                   | 猪股隆一   | 日本テレビエンタープライズ        | 14.9%  |
| 40   | 8月29日  | ヘレンときよしの物語                                        | ヘレンときよしの物語                                        | 和久井映見 西川忠志        | -                          | 井上登紀子                 | 小田切正明 | トレンド                          | 9.7%   |
| 41   | 9月5日   | 手の上のシャボン玉                                          | 手の上のシャボン玉                                          | 船越英一郎                 | あいはら友子               | 矢島正雄                   | 唐木希浩   | ホリプロ                          | 10.2%  |
| 42   | 9月12日  | 世界一の愛妻物語 乙羽信子と新藤兼人                         | 世界一の愛妻物語 乙羽信子と新藤兼人                         | 片平なぎさ 寺脇康文        | 乙羽信子 江森陽弘 新藤兼人 | 深沢正樹                   | 長沼誠     | 日活撮影所                        | 8.9%   |
| 43   | 9月19日  | P.ハート 子供嫌いの小児科医物語                             | P.ハート 子供嫌いの小児科医物語                             | 青木さやか                 | 直遊紀 中山亜純            | 酒井直行                   | 石川一郎   | 東映                              | 11.2%  |
| 44   | 9月26日  | 恋のから騒ぎドラマスペシャル                                | 3                                                           | ともさかりえ 井川遥 ミムラ | -                          | 中園ミホ 福間正浩 相内美生 | 小川通仁   | -                                 | 12.2%  |
| 45   | 10月10日 | 私が私であるために                                          | 私が私であるために                                          | 相沢咲姫楽                 | -                          | 川嶋澄乃 上川伸廣          | 上川伸廣   | テレパック                        | 7.8%   |
| 46   | 10月17日 | 恍惚の人                                                    | 恍惚の人                                                    | 三國連太郎                 | 有吉佐和子                 | 矢島正雄                   | 中山史郎   | FINE                              | 13.2%  |

## テーマ曲・主題歌
- オープニングテーマ：布袋寅泰「フェニックス」 ※初のドラマ主題歌書き下ろし作品
- 主題歌
  - マドンナ「コンフェッションズ・オン・ア・ダンスフロア」（ワーナーミュージック・ジャパン） ※全12曲を週替わりで使用（2005年11月8日 - 2006年1月24日）
  - SATOMI'「Yesterday」（青空レコード、2006年1月31日 - 3月28日）
  - ゴスペラッツ「リンダ」（エピックレコードジャパン、2006年4月4日 - 6月27日）
  - 米米CLUB「君を離さない」（ソニー・ミュージックレコーズ、2006年7月4日 - ）
  - 本田美奈子.「アメイジング・グレイス」（コロムビアミュージックエンタテインメント、2006年8月22日「沖縄従軍少女看護隊 最後のナイチンゲール」）
  - 中村中（なかむらあたる）「友達の詩」（エイベックス、2006年10月10日「私が私であるために」）
- 挿入歌
  - 工藤静香「Clāvis -鍵-」（ポニーキャニオン、2006年7月 - 9月）

## ネット局・放送時間
| 放送対象地域  | 放送局                          | 系列           | 放送曜日・放送時間             |
| ------------- | ------------------------------- | -------------- | ------------------------------ |
| 関東広域圏    | 日本テレビ (NTV) （番組制作局） | 日本テレビ系列 | 火曜 21:00 - 22:54             |
| 北海道        | 札幌テレビ (STV)                | 日本テレビ系列 | 火曜 21:00 - 22:54             |
| 青森県        | 青森放送 (RAB)                  | 日本テレビ系列 | 火曜 21:00 - 22:54             |
| 岩手県        | テレビ岩手 (TVI)                | 日本テレビ系列 | 火曜 21:00 - 22:54             |
| 宮城県        | ミヤギテレビ (MMT)              | 日本テレビ系列 | 火曜 21:00 - 22:54             |
| 秋田県        | 秋田放送 (ABS)                  | 日本テレビ系列 | 火曜 21:00 - 22:54             |
| 山形県        | 山形放送 (YBC)                  | 日本テレビ系列 | 火曜 21:00 - 22:54             |
| 福島県        | 福島中央テレビ (FCT)            | 日本テレビ系列 | 火曜 21:00 - 22:54             |
| 山梨県        | 山梨放送 (YBS)                  | 日本テレビ系列 | 火曜 21:00 - 22:54             |
| 新潟県        | テレビ新潟 (TeNY)               | 日本テレビ系列 | 火曜 21:00 - 22:54             |
| 長野県        | テレビ信州 (TSB)                | 日本テレビ系列 | 火曜 21:00 - 22:54             |
| 静岡県        | 静岡第一テレビ (SDT)            | 日本テレビ系列 | 火曜 21:00 - 22:54             |
| 富山県        | 北日本放送 (KNB)                | 日本テレビ系列 | 火曜 21:00 - 22:54             |
| 石川県        | テレビ金沢 (KTK)                | 日本テレビ系列 | 火曜 21:00 - 22:54             |
| 福井県        | 福井放送 (FBC)                  | 日本テレビ系列 | 火曜 21:00 - 22:54             |
| 中京広域圏    | 中京テレビ (CTV)                | 日本テレビ系列 | 火曜 21:00 - 22:54             |
| 近畿広域圏    | よみうりテレビ（YTV 現在：ytv） | 日本テレビ系列 | 火曜 21:00 - 22:54             |
| 鳥取県 島根県 | 日本海テレビ (NKT)              | 日本テレビ系列 | 火曜 21:00 - 22:54             |
| 広島県        | 広島テレビ (HTV)                | 日本テレビ系列 | 火曜 21:00 - 22:54             |
| 山口県        | 山口放送 (KRY)                  | 日本テレビ系列 | 火曜 21:00 - 22:54             |
| 徳島県        | 四国放送 (JRT)                  | 日本テレビ系列 | 火曜 21:00 - 22:54             |
| 岡山県 香川県 | 西日本放送 (RNC)                | 日本テレビ系列 | 火曜 21:00 - 22:54             |
| 愛媛県        | 南海放送 (RNB)                  | 日本テレビ系列 | 火曜 21:00 - 22:54             |
| 高知県        | 高知放送 (RKC)                  | 日本テレビ系列 | 火曜 21:00 - 22:54             |
| 福岡県        | 福岡放送 (FBS)                  | 日本テレビ系列 | 火曜 21:00 - 22:54             |
| 長崎県        | 長崎国際テレビ (NIB)            | 日本テレビ系列 | 火曜 21:00 - 22:54             |
| 熊本県        | 熊本県民テレビ (KKT)            | 日本テレビ系列 | 火曜 21:00 - 22:54             |
| 鹿児島県      | 鹿児島読売テレビ (KYT)          | 日本テレビ系列 | 火曜 21:00 - 22:54             |
| 沖縄県        | 沖縄テレビ (OTV)※               | フジテレビ系列 | 土曜 12:00 - 13:54 （4日遅れ） |

## 備考
- 再放送は日本テレビのみ、毎週日曜後0:55から「ドラコン☆サンデー」を放送していた。これは過去に放送された「火サス」や「ドラコン」の再放送として放送されていた。なお、再放送枠の都合上フラッシュバックは放送されなかった。
- 地上デジタル放送では、一部作品に於いてメインチャンネルではステレオ放送、サブチャンネルでは音声多重放送（副音声解説）を実施している。
- 2006年2月28日はサッカー･国際親善試合のために、3月21日･5月16日は特別番組のために、それぞれ番組休止となった。
- ネット局のうち福井放送では、テレビ朝日系列（サブ）とのクロスネット局でもあるが、テレビ朝日系列の一般番組供給部門には非加盟で、日本テレビ公式ウェブサイト上でも単独ネット扱いとされている。